# Les Fleurs du mal (album de Léo Ferré)
Pour les articles homonymes, voir Les Fleurs du mal (homonymie).
Albums de Léo Ferré
Poète... vos papiers ! dits par Madeleine Ferré extraits des poèmes de Léo Ferré.
(1956) La Chanson du mal-aimé
(1957)
Les Fleurs du mal (titre original complet : Les Fleurs du mal chantées par Léo Ferré 1857-1957) est un album de Léo Ferré paru chez Odeon en 1957, année du centenaire de la publication du recueil éponyme de Charles Baudelaire. Il s'agit vraisemblablement du premier album de chanson française entièrement consacré à un poète. 
Ferré récidivera avec Aragon, Verlaine (accolé dans un deuxième temps à Rimbaud) et de nouveau Baudelaire en 1967 (Léo Ferré chante Baudelaire) et en 1977 (Les Fleurs du mal, suite et fin). Avec cinquante-cinq poèmes devenus des chansons, Baudelaire est le poète que Léo Ferré a le plus abondamment mis en musique.

## Historique
Si Ferré a déjà abordé des poètes tels que Apollinaire (La Chanson du mal-aimé, « Le Pont Mirabeau », 1953), Rutebeuf (« Pauvre Rutebeuf », 1955) et plus marginalement Villon (De sac et de cordes, 1951), Baudelaire est le premier poète que Ferré met en musique avec l'intention d'en faire un album complet.
Pour composer son album Ferré extrait douze poésies des Fleurs du mal. Il puise la majeure partie de son matériau dans la section la plus développée du recueil, Spleen et idéal, à l'exception de « Brumes et pluies », tiré de la section Tableaux parisiens, et des « Métamorphoses du vampire », tiré de la section Fleur du mal.
Ferré, peut-être par provocation, peut-être par connivence, semble avoir tenu à mettre en avant la facette « sulfureuse » de Charles Baudelaire, en mettant en musique trois des six pièces censurées à la suite du procès du poète pour « outrage à la morale publique » (« Le Léthé », « Les Métamorphoses du vampire », « À celle qui est trop gaie »). Il enregistre en petite formation sur huit titres. Sur trois autres titres il enregistre au piano accompagné d'ondes Martenot, configuration atypique. Sur « Les Métamorphoses du vampire », il s'accompagne au piano seul. 
Il semble qu'Odeon, la maison de disque de Ferré, n'ait pas cru dans le potentiel commercial d'un tel album. Léo Ferré parvient à les convaincre d'accepter son projet par des tractations financières, en renonçant à ses à-valoir habituels sur ses royautés futures. En d'autres termes, il s'autofinance pour obliger la maison de disque à diffuser son album. Mais le budget alloué semble avoir été très limité, ne permettant apparemment de ne payer des cachets aux musiciens que pour deux séances, c'est-à-dire pour enregistrer huit titres, la matière de deux super 45 tours, jugés alors plus faciles à vendre qu'un album. Têtu, Ferré ira au bout de son idée d'album. Ces raisons matérielles peuvent expliquer les différences de couleur instrumentale entre les morceaux.
Le chanteur entre en studio le 21 mars 1957. Il enregistre « À celle qui est trop gaie », « Le serpent qui danse », « Le Léthé » et « La Mort des amants » (cette dernière sans saxophone ni contrebasse) en compagnie de son ami le guitariste Barthélémy Rosso, de Jean-Michel Defaye au piano, avec qui Ferré collabore pour la première fois, de Pierre Gossez au saxophone ténor et Fred Ermelin à la contrebasse. Pour la première fois Ferré rassemble des musiciens qu'il a choisis, sans passer par un arrangeur « maison ».
Le lendemain, Ferré grave « L'Invitation au voyage », « Le Revenant », « Harmonie du soir » et « Brumes et pluies », l'accordéon de Jean Cardon se substituant au saxophone de Pierre Gossez.
Le 27 mars, Ferré retourne en studio pour enregistrer quatre derniers titres « à l'économie », sans autre musicien que lui-même et l'ondiste Janine de Waleyne : « La Pipe », « Les Hiboux », « La Vie antérieure » et « Les Métamorphoses du vampire ».

## Réception et postérité
L'écrivain et journaliste Jacques Drillon consacre dans un livre intitulé Les Gisants (Gallimard, 2001) une analyse comparative de la mise en musique de « La Mort des amants » par Claude Debussy et Léo Ferré.
« Harmonie du soir » a été reprise par Jacques Douai en 1957. « Le Léthé » a été chantée par Francesca Solleville en 1962.
« Le Serpent qui danse » a été chantée par Catherine Sauvage en 1961, Amancio Prada en 2008 et Pierre Lapointe en 2022.
En 2010, le chanteur lyrique Marc Boucher et le pianiste Olivier Godin reprennent « La Mort des amants » et « La Vie antérieure » dans un album de mélodie française intitulé Les Fleurs du mal : de Fauré à Ferré.

## Titres
Textes : Charles Baudelaire. Musiques : Léo Ferré.
| 1. | Harmonie du soir     | 2:56 |
| 2. | Le Serpent qui danse | 2:51 |
| 3. | Les Hiboux           | 2:54 |
| 4. | Le Léthé             | 3:56 |
| 5. | Le Revenant          | 2:01 |
| 6. | La Mort des amants   | 3:51 |

| 7.  | L'Invitation au voyage       | 3:39 |
| 8.  | Les Métamorphoses du vampire | 3:14 |
| 9.  | À celle qui est trop gaie    | 3:54 |
| 10. | La Vie antérieure            | 3:21 |
| 11. | La Pipe                      | 1:22 |
| 12. | Brumes et Pluies             | 1:58 |

## Musiciens
- Léo Ferré : piano
- Jean-Michel Defaye : piano
- Jean Cardon : accordéon
- Barthélémy Rosso : guitare
- Pierre Gossez : saxophone ténor
- Janine de Waleyne : ondes Martenot
- Fred Ermelin : contrebasse

## Production
- Prise de son : ?
- Production exécutive : Édouard Dory
- Crédits visuels : Gabriel Terbots

## Historique des éditions
Le contenu de ce disque a aussi été diffusé sous la forme de trois 45 tours (Odeon MOE 2190, MOE 2191, MOE 2192) parus en 1958. L'album a été réédité en vinyle par CBS à deux reprises, tantôt avec la pochette d'origine, tantôt sans. 
Le disque a connu deux rééditions en CD : celle de 1993 par Sony Music, détenteur du catalogue Odeon (Les Années Odéon : 1953-1958 - Vol. 4), et celle de 2008 par La Mémoire et la Mer, après la tombée des droits dans le domaine public. Cette dernière édition, qui fait référence, propose un son remasterisé et en guise de bonus deux entretiens à la RTF ainsi qu'une version inédite en piano-voix de « L'Invitation au voyage », enregistrée et diffusée à la radio le 27 janvier 1957.